# Calathea nitens
Calathea nitens är en strimbladsväxtart som beskrevs av Ernst Eduard Ender. Calathea nitens ingår i släktet Calathea och familjen strimbladsväxter. Inga underarter finns listade.